# Wohnhaus Marie-Hackfeld-Straße 2
Das Wohnhaus Marie-Hackfeld-Straße 2, früher Sulinger Straße 18, das ehemalige Hotel zur Post in Bassum, stammt aus dem 19. Jahrhundert.
Das Gebäude ist ein Baudenkmal in Bassum.

## Geschichte
Das zweigeschossige verputzte Eckgebäude, mit Walmdach, Gaube, Traufgesims mit angedeuteten Balkenköpfen sowie Bossenwerk im Erdgeschoss wurde 1895 als Hotel gebaut.
Das Hotel zur Post steht heute an der Hauptstraße 16.